# Liste der Premierminister der Cookinseln
Dies ist die Liste der Premierminister der Cookinseln.
| #  | Name            | Personendaten | Amtszeit                              | Partei                    |
| -- | --------------- | ------------- | ------------------------------------- | ------------------------- |
| 01 | Albert R. Henry | (1907–1981)   | 4. August 1965 – 25. Juli 1978        | Cook Islands Party        |
| 02 | Tom Davis       | (1917–2007)   | 25. Juli 1978 – 13. April 1983        | Democratic Party          |
| 03 | Geoffrey Henry  | (1940–2012)   | 13. April 1983 – 16. November 1983    | Cook Islands Party        |
| 04 | Tom Davis       | s. o.         | 16. November 1983 – 29. Juli 1987     | Democratic Party          |
| 05 | Pupuke Robati   | (1925–2009)   | 29. Juli 1987 – 1. Februar 1989       | Democratic Party          |
| 06 | Geoffrey Henry  | s. o.         | 1. Februar 1989 – 29. Juli 1999       | Cook Islands Party        |
| 07 | Joe Williams    | (1934–2020)   | 29. Juli 1999 – 18. November 1999     | Cook Islands Party        |
| 08 | Terepai Maoate  | (1934–2012)   | 18. November 1999 – 11. Februar 2002  | Democratic Alliance Party |
| 09 | Robert Woonton  | (* 1949)      | 11. Februar 2002 – 11. Dezember 2004  | Democratic Alliance Party |
| 10 | Jim Marurai     | (1947–2020)   | 14. Dezember 2004 – 30. November 2010 | Democratic Alliance Party |
| 11 | Henry Puna      | (* 1949)      | 30. November 2010 – 1. Oktober 2020   | Cook Islands Party        |
| 12 | Mark Brown      | (* 1963)      | 1. Oktober 2020 – amtierend           | Cook Islands Party        |